# نعناعينة
نعناعينة (الاسم العلمي: Menthinae) هي تحت قبيلة نباتية تتبع فصيلة الشفوية من رتبة الشفويات.

## أجناس
- النعناع
- الندغ
- الحبق
- الصعتر
- الزوفاء
- الشهيباء
- المُوْنَرْدة
- الهَدْيُومَة
- الزيزفورة